# Giovanni Battista Quilici
(Card. Angelo Amato, 13 settembre 2014)
Don Giovanni Battista Quilici (Livorno, 26 aprile 1791 – Livorno, 10 giugno 1844) è stato un presbitero italiano, fondatore della congregazione delle Figlie del Crocifisso.
Primo parroco della chiesa dei Santi Pietro e Paolo di Livorno, fu una figura significativa nella Chiesa livornese nella prima metà dell'Ottocento. Si dedicò all'elevazione sociale e morale degli emarginati della società dell'epoca: i carcerati, le ragazze avviate alla prostituzione, le fanciulle e i giovani privi di educazione, provocando e stimolando le istituzioni. Anticipò alcune delle istanze pastorali proprie del secolo successivo: il coinvolgimento dei laici, delle famiglie, la catechesi attiva. La sua attualità si scopre confrontando alcune intuizioni del suo pensiero specie relativamente alla "Chiesa dei poveri" con i documenti espressi dal Concilio Vaticano II.

## Biografia

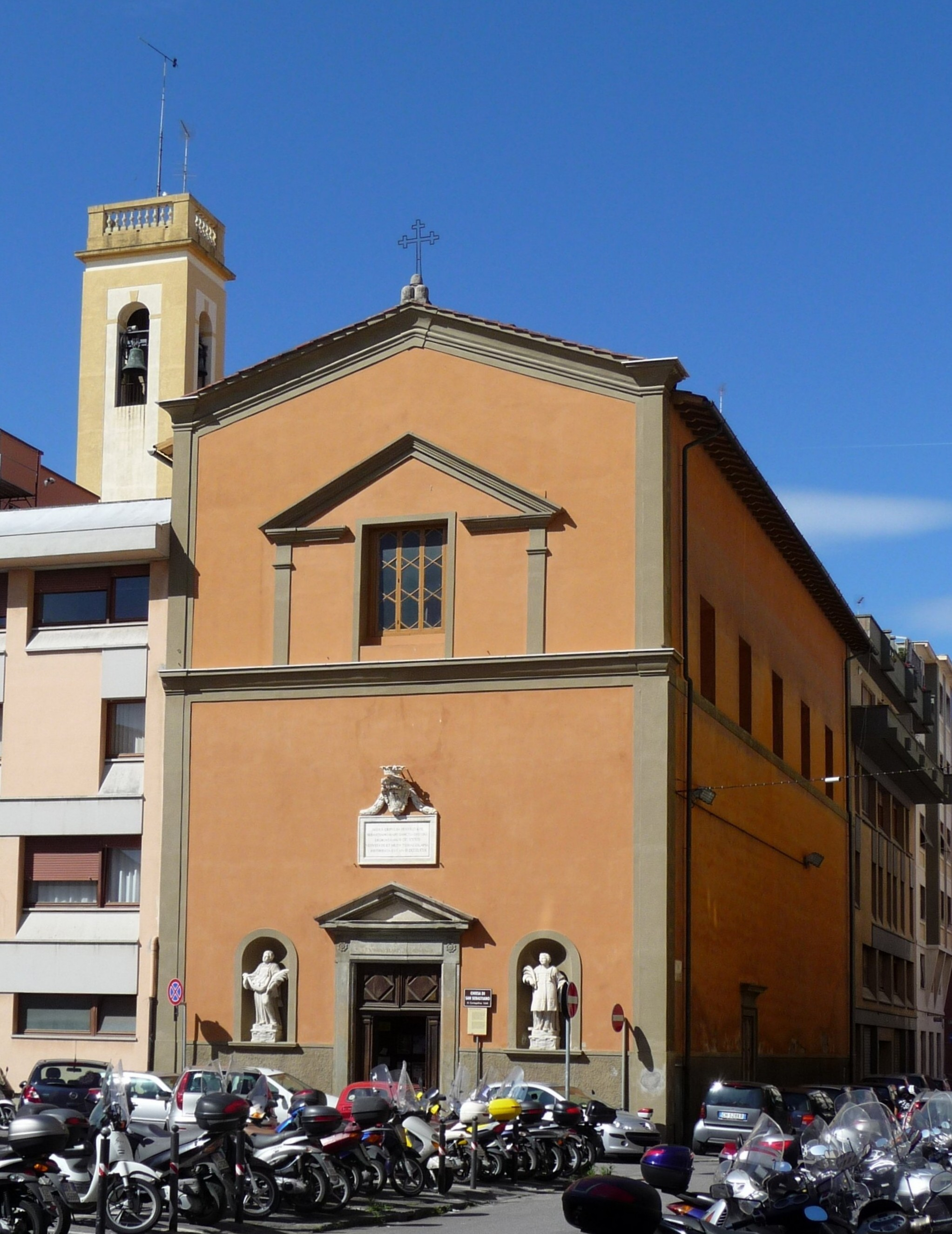
Chiesa di S. Sebastiano, retta dai Padri Barnabiti

### Dalla nascita al sacerdozio
Giovanni Battista Quilici nacque il 26 aprile 1791 a Livorno, non molto lontano dal porto Mediceo e fu battezzato subito nel Duomo. La famiglia si trasferì presto lungo i Fossi dove, sui resti di un vecchio mulino, costruì una casa ed un laboratorio di terrecotte. Crescendo frequentò la scuola dei Barnabiti, presso la chiesa di San Sebastiano; passando per la città fu colpito dalla situazione di miseria di tanta gente: esperienza che sviluppò in lui un forte senso della realtà e una mentalità aperta e libera, formandogli un carattere volitivo, generoso e irruento.
La situazione politica della città portuale negli anni a cavallo tra fine Settecento e inizio Ottocento fu caratterizzata dalle invasioni napoleoniche, seguite dalle occupazioni degli altri eserciti stranieri coinvolti nelle guerre dell'epoca. Queste provocarono nell'assetto politico e sociale cittadino una certa instabilità, che non passò inosservata agli occhi del giovane Giovanni Battista, il quale colse la situazione di miseria in cui versavano i suoi concittadini.
Oltre i Barnabiti frequentò i Domenicani di Santa Caterina e i preti del Duomo, che all'epoca costituiva l'unica parrocchia cittadina mentre le diverse chiese erano rette da vicari. Solo nel 1806 il papa Pio VII costituì la Diocesi di Livorno la cui piena attuazione divenne però molto lunga.
Nel 1811, morto il padre, e soppressi gli ordini religiosi dalle leggi napoleoniche, decise di diventare prete diocesano. Completò quindi la formazione continuando gli studi teologici dai Barnabiti, rimanendo in famiglia (a Livorno non c'era ancora il seminario).
Il 13 aprile 1816 fu ordinato sacerdote a Pisa (Livorno era già costituita diocesi ma al momento la sede vescovile era vacante), e fu assegnato come viceparroco alla chiesa di S. Sebastiano dove aveva studiato.

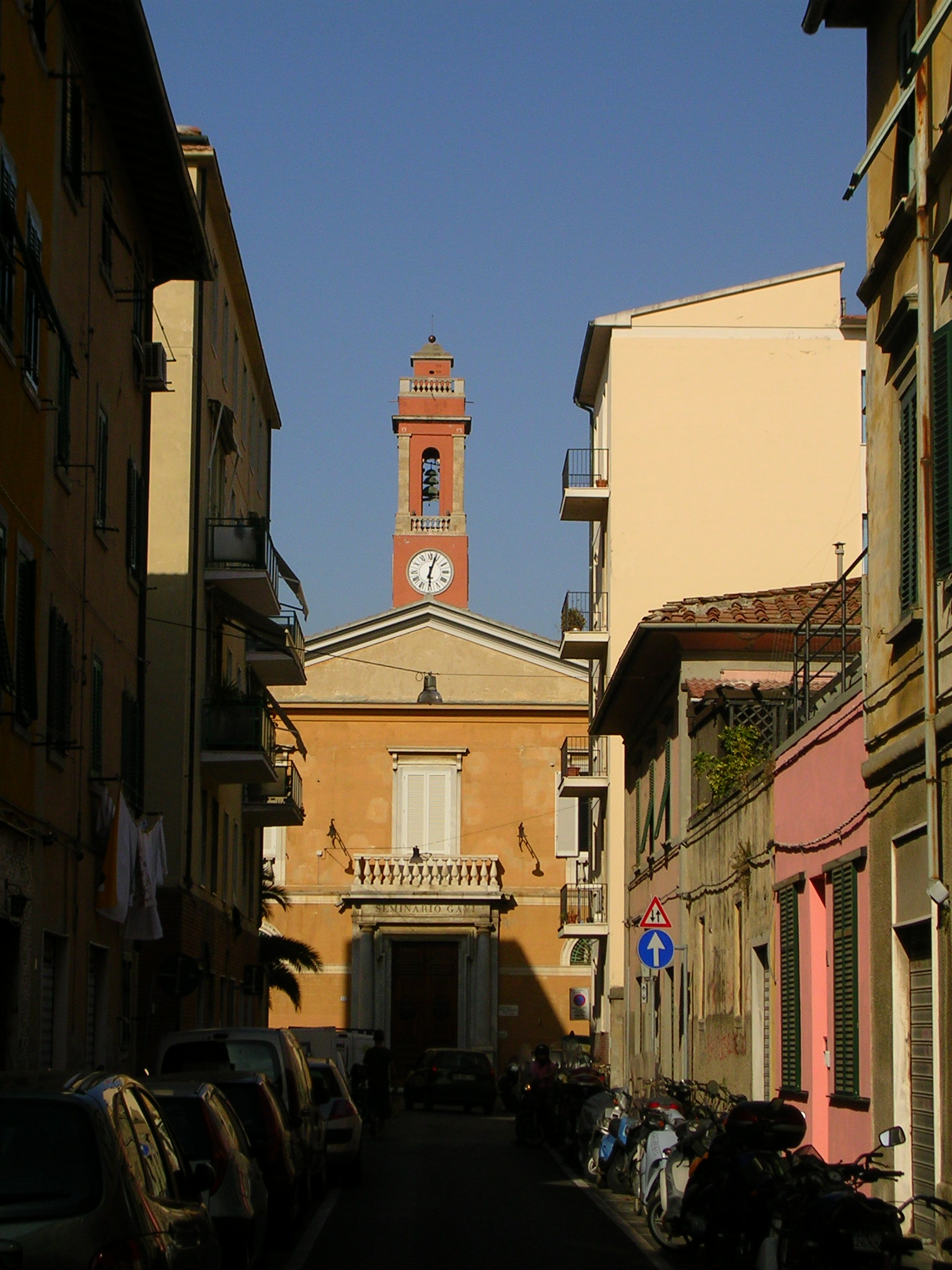
Il Seminario vescovile di Livorno

### Prime esperienze pastorali e prospettive
L'atmosfera culturale livornese in cui si trovò ad operare il giovane sacerdote era caratterizzata, da un lato, da una forte varietà di popoli, culture e religioni (diretta conseguenza delle Leggi Livornine emanate dal granduca Ferdinando I de' Medici due secoli prima), e dall'altro, dalla presenza di correnti di pensiero (quali ad esempio il giansenismo, la massoneria e il giurisdizionalismo) più o meno critiche nei confronti dell'operato della Chiesa cattolica. In questo clima il Quilici si mosse, innanzitutto con la creazione (nel 1822) della Pia Unione degli Operatori evangelici per i sacerdoti, affinché acquisissero una coscienza più profonda del ministero presbiterale, e per il sostegno fraterno; e dell'associazione dei Fratelli secolari della dottrina cristiana, detta anche dei Padri di Famiglia, affinché i laici si impegnassero nella catechesi e nel conforto umano ai carcerati, e vivessero una vita di preghiera, di amicizia e di aiuto vicendevole, preoccupandosi dell'educazione religiosa dei propri figli e soprattutto dei figli dei poveri. Inoltre promosse la nascita del Seminario diocesano, che sarebbe avvenuta nel 1850, sei anni dopo la sua morte.

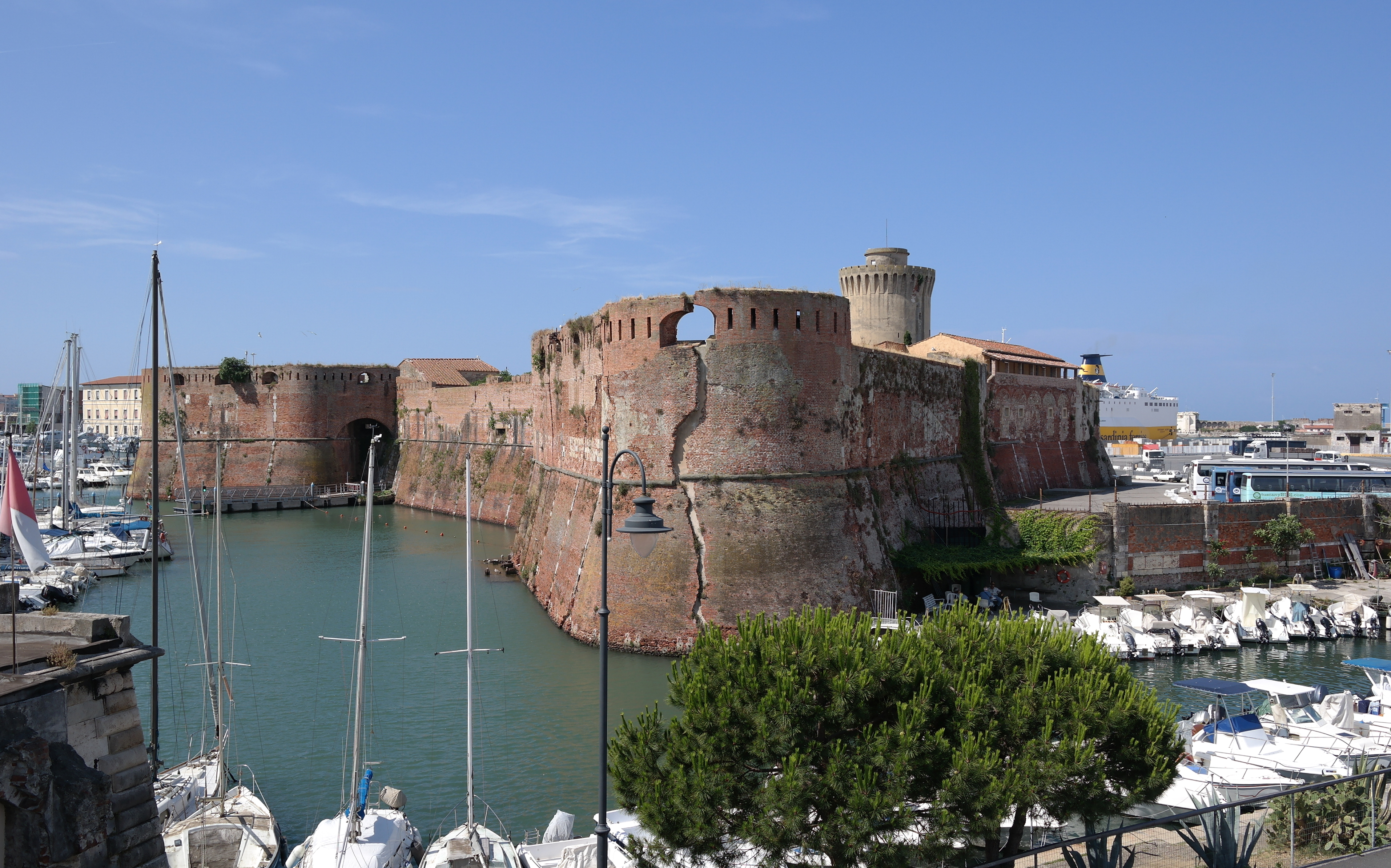
La Fortezza Vecchia

### L'apostolato fra gli ultimi
Il suo servizio verso i concittadini più deboli si concretizzò soprattutto fra i detenuti del bagno penale della Fortezza Vecchia. Il Codice criminale della Toscana del 1786 aveva abolito la pena di morte e le mutilazioni, però si fece ricorso sempre più ai lavori forzati, specie a Livorno.
I forzati, impiegati durante il giorno al porto - legati l'uno con l'altro da pesanti catene - lo mossero a compassione così da interessarsene, ottenendo l'accesso ai sotterranei della Fortezza e diventandone amico, protettore e padre spirituale, urtando i poteri che sui forzati lucravano.
Lo stesso accadde per le ragazze di strada, che fin dai primi anni del suo ministero sacerdotale don Giovanni si impegnò ad allontanare dalla prostituzione, promuovendo la loro accoglienza presso le famiglie disposte ad aiutarle (dal 1819), in ciò osteggiato (anche fisicamente, con aggressioni e pestaggi) dai trafficanti di esseri umani che vedevano in quelle giovani esclusivamente una fonte di guadagno.
Col passare degli anni e l'esperienza, visto il successo di quanto fatto, si convinse che per una società migliore bisognava iniziare dall'educazione dei giovani, dando loro prospettiva culturale e lavorativa. Più urgente sembrava essere la situazione femminile, essendo le ragazzine più esposte ai rischi e in quanto futuro perno della società e maggiori responsabili dell'educazione dei figli. Don Giovanni sognava la creazione di una casa che potesse accogliere, educare e formare le ragazze che affettuosamente chiamava Fanciulline.

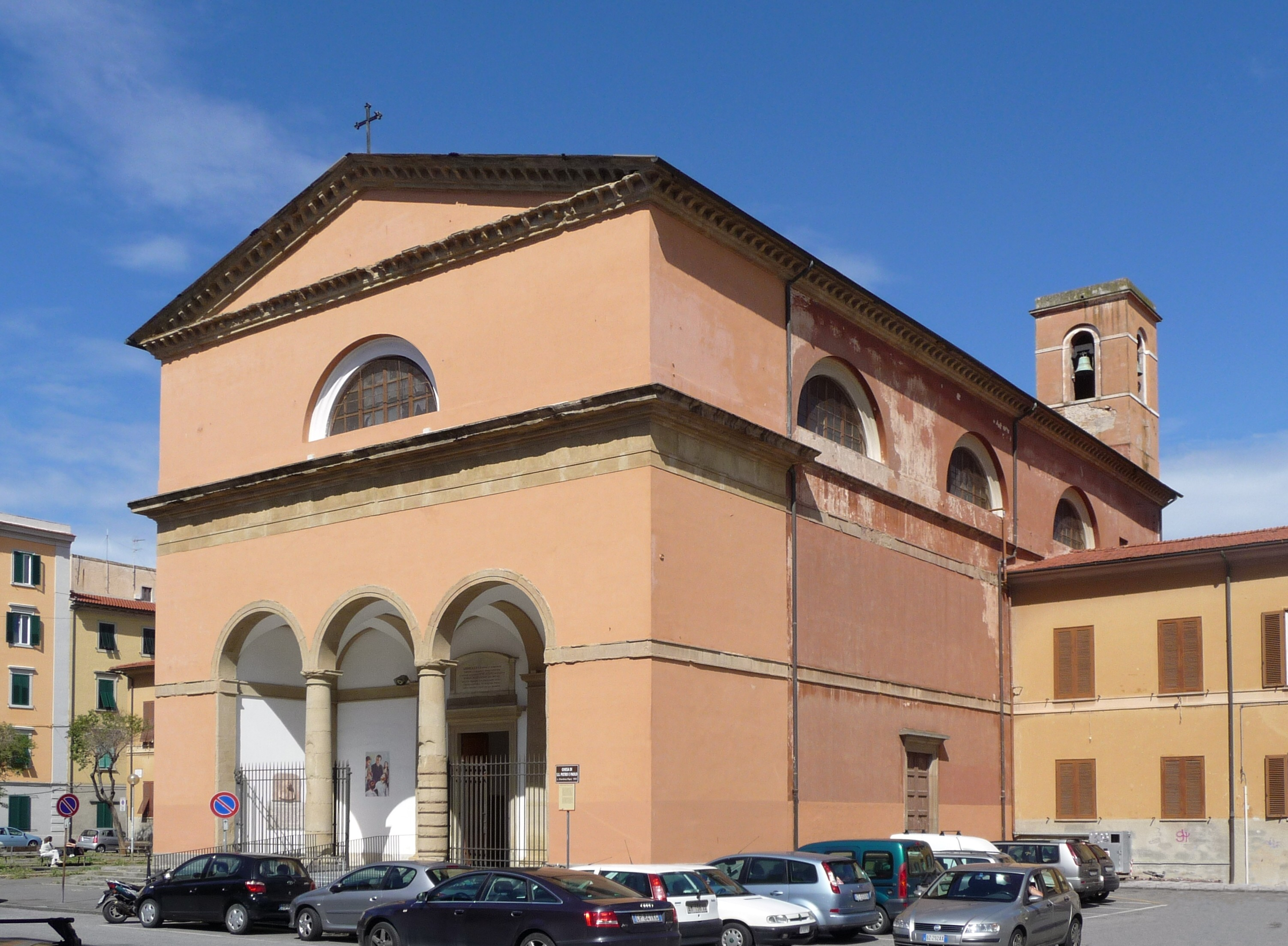
Chiesa dei Santi Pietro e Paolo

### La nascita delle Figlie del Crocifisso
Dopo tre anni di attesa e di colloqui con il granduca di Toscana Leopoldo II, le granduchesse Maria Ferdinanda di Sassonia e Maria Anna Carolina di Sassonia, e la Marchesa di Barolo (Juliette Colbert), nel 1828 fu posta la prima pietra dell'istituto, intitolato a Santa Maria Maddalena, che avrebbe accolto le giovani tolte alla strada, le ragazze e bambine a rischio e quelle orfane e povere, e sarebbe stata creata la scuola per le bambine e ragazze del quartiere.
L'idea iniziale di don Giovanni Battista di fondarvi una congregazione di donne consacrate lasciò spazio a quella della Marchesa di Barolo, che suggerì di chiamare le suore di San Giuseppe di Torino. L'arrivo delle Figlie di S. Giuseppe in Toscana fu però impedito dalle leggi giurisdizionaliste granducali.
Nel 1829 iniziò anche la costruzione della chiesa dei SS. Pietro e Paolo; assieme all'istituto, la chiesa fu terminata nel 1835 e Giovanni ne venne nominato rettore. Nello stesso anno, a causa di un'epidemia di colera che colpì la città, i locali dell'istituto furono requisiti dalle autorità e adibiti a ospedale per i contagiati.
Terminata l'emergenza, Giovanni – che contrasse anch'egli il morbo e guarì - ricevette dal granduca la medaglia d'oro per la sua dedizione verso gli ammalati. Nel 1837 divenne parroco di SS. Pietro e Paolo (e rifiutò qualche mese più tardi l'incarico di canonico penitenziere della Cattedrale di Livorno), quando già da un anno cinque ragazze avevano iniziato a riunirsi nella nuova chiesa per fare scuola alle bambine povere. Venuto meno il trasferimento delle suore da Torino, le cinque giovani costituirono il primo nucleo della nascente congregazione delle Figlie del Crocifisso (1838) e il 13 settembre 1840, per le mani del vescovo di Livorno Raffaello De Ghantuz Cubbe, si celebrò la vestizione delle prime cinque suore dell'Istituto Santa Maria Maddalena.

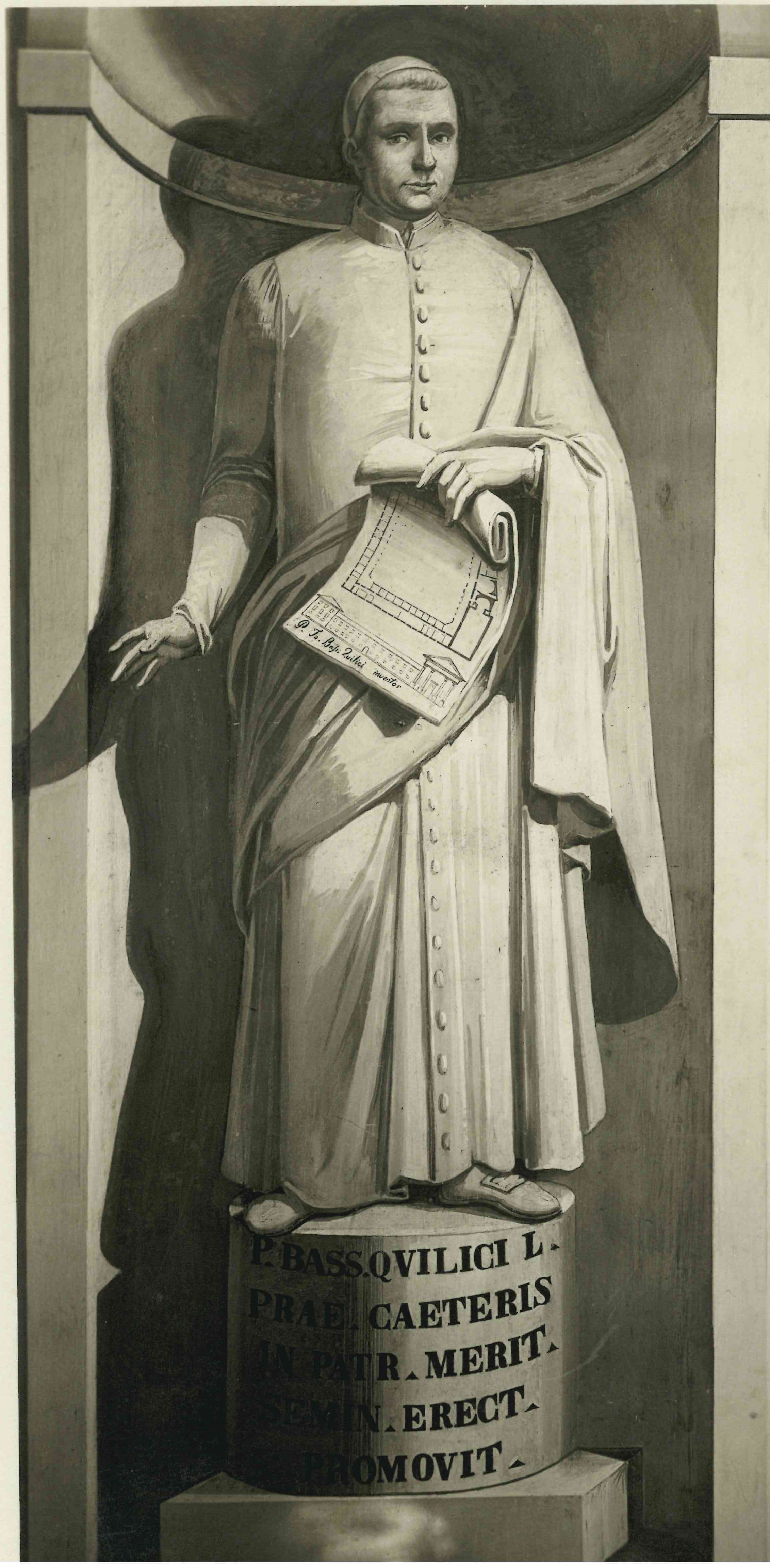
Don Quilici in un affresco della cappella del Seminario

### Gli ultimi anni di vita
Confidando sempre nell'aiuto divino, Giovanni Battista affrontò sempre con determinazione, coraggio e mitezza tutte le difficoltà che gli si presentavano davanti, ad opera dei detrattori (fossero essi le autorità governative, sfruttatori della prostituzione, responsabili del carcere, persino alcuni confratelli sacerdoti e parenti stretti) che mal compresero o addirittura contrastarono i progetti portati avanti dal sacerdote.
Nonostante ciò, pochi mesi prima di morire (nel 1844) otteneva dal granduca un contributo per aprire un nuovo istituto per ragazze povere nel popolare quartiere di Porta Fiorentina, e trattava l'acquisto per costruirne un altro a favore dei ragazzi e bambini soli. Lo stesso granduca gli offrì la Croce al merito dell'Ordine di San Giuseppe, tramutata in contributo economico su richiesta dello stesso Giovanni, che però sarebbe morto prima di poter beneficiarne.
Ammalatosi i primi giorni di giugno, colpito da febbre altissima, Giovanni Battista Quilici morì il 10 giugno 1844, nel giorno della solennità del Corpus Domini. Il giorno seguente fu sepolto, alla presenza di tutta la città, nella chiesetta detta La Madonnina, ai piedi del colle di Montenero. Nel 1932 le Figlie del Crocifisso traslarono la salma nella cappella dell'Istituto Santa Maria Maddalena.

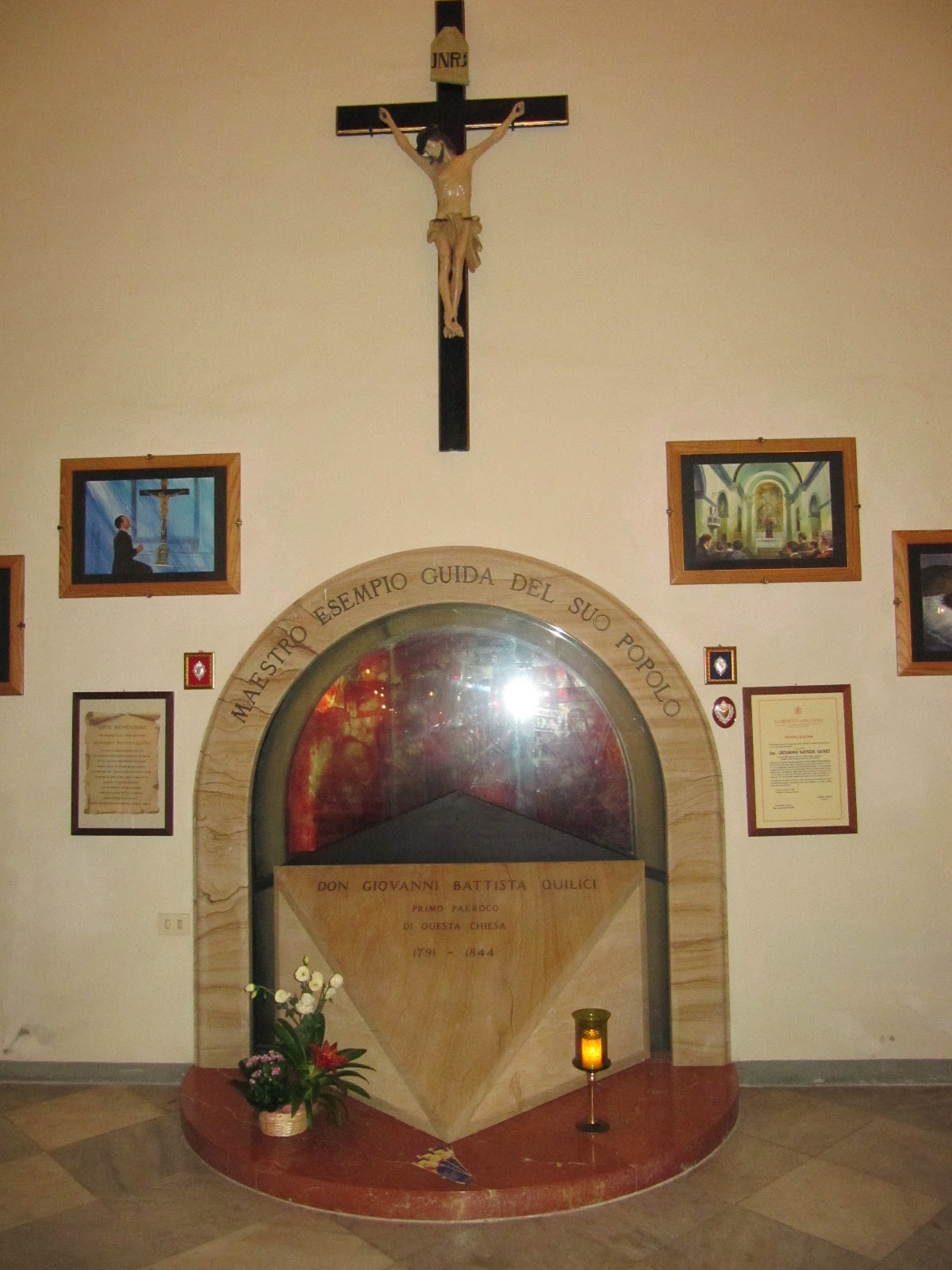
Tomba di G.B. Quilici nella chiesa dei SS. Pietro e Paolo

### Il processo di beatificazione
La fase diocesana ebbe inizio il 27 aprile 1992 con la presentazione del Libello al Vescovo per l'avvio del processo canonico del servo di Dio. Già nel maggio 1985 l'Assemblea del Sinodo diocesano di Livorno aveva chiesto al vescovo Alberto Ablondi che venisse aperta ufficialmente la causa di canonizzazione di don Giovanni Battista Quilici (già in “cantiere” dal 1952). L'inchiesta diocesana si chiuse il 20 giugno 1998. Il 19 novembre 1999 la Congregazione romana per le Cause dei Santi emetteva il decreto di validità dell'inchiesta diocesana. Nel 2013 veniva consegnata la Positio super virtutibus alla Congregazione per le cause dei santi, poi aggiornata e quindi consegnata ai Consultori Teologi, che il 20 ottobre 2015 hanno dato tutti i loro voti pienamente favorevoli alla prosecuzione della Causa. Il 3 marzo 2016 Papa Francesco ha autorizzato la suddetta Congregazione a promulgare il decreto riguardante le virtù eroiche del Servo di Dio, proclamandolo quindi venerabile.